# Tatsuru Mukojima
Tatsuru Mukojima (向島 建, Mukojima Tatsuru) est un footballeur japonais né le 9 janvier 1966.